# Martha Hill
Martha Hill (* 1. Dezember 1900 in East Palestine, Ohio; † 19. November 1995 in New York) war eine der wichtigsten und einflussreichsten Tanzpädagoginnen des 20. Jahrhunderts in den Vereinigten Staaten von Amerika.

## Leben
Martha Hill war für kurze Zeit Tänzerin in der Kompanie von Martha Graham, aber beendete ihre aktive Tänzerlaufbahn frühzeitig, um den Tanz als eigenständiges Studium an Universitäten einzuführen. Ursprünglich als Tanzlehrerin der Sportabteilung der New York University eingestellt, wurde sie 1930 Direktorin des von ihr gegründeten Tanzbereichs. Sie schuf den Studiengang Tanz am Bennington College in Vermont. Ab 1934 lud sie dorthin die wichtigsten Choreografen ihrer Zeit ein, um am jährlichen Sommerfestival teilzunehmen und zu unterrichten. Neben Graham kamen Hanya Holm, Doris Humphrey, Charles Weidman und viele andere. Nach dem Zweiten Weltkrieg gründete Hill die „Connecticut College School of Dance“, aus der das 'American Dance Festival' entstand. 1951 wurde sie zur ersten Direktorin des neuen Studiengangs Tanz an der Juilliard School in New York berufen und scharte die besten Lehrer der Tanzwelt um sich. Zu ihrer Fakultät gehörten Antony Tudor, Anna Sokolow, José Limón und viele mehr. Sie blieb bis 1985 Direktorin und unterrichtete bis 1992 an Juilliard. Die Liste ihrer Schüler ist ein regelrechtes „Who's Who“ der Tanzwelt. Darunter finden sich auch deutsche Choreografen wie Pina Bausch und Henning Rübsam.
Hill heiratete 1952 Dr. Thurston Davies († 1961).